# Arbuckle Creek
Arbuckle Creek is een rivier met een lengte van 40 km in centraal Florida. De rivier stroomt tussen Lake Arbuckle en Lake Istokpoga en behoort tot het stroomgebied van de Kissimmee. De oevers van de rivier zijn grotendeels onaangeroerd.